# San Ramón de la Nueva Orán
San Ramón de la Nueva Orán (engelska: Orán) är en ort i Argentina.   Den ligger i provinsen Salta, i den norra delen av landet, 1 400 km norr om huvudstaden Buenos Aires. San Ramón de la Nueva Orán ligger 358 meter över havet och antalet invånare är 74 059.
Terrängen runt San Ramón de la Nueva Orán är platt. Det finns inga andra samhällen i närheten.
I omgivningarna runt San Ramón de la Nueva Orán växer i huvudsak lövfällande lövskog. Runt San Ramón de la Nueva Orán är det glesbefolkat, med 11 invånare per kvadratkilometer.